# Suberites globosus
Suberites globosus är en svampdjursart som beskrevs av Carter 1886. Suberites globosus ingår i släktet Suberites och familjen Suberitidae. Inga underarter finns listade i Catalogue of Life.